# Coryphaena hippurus
A Coryphaena hippurus a sugarasúszójú halak (Actinopterygii) osztályának sügéralakúak (Perciformes) rendjébe, ezen belül az aranymakrahal-félék (Coryphaenidae) családjába tartozó faj.
A Coryphaena halnem típusfaja.

## Előfordulása
A Coryphaena hippurus az Atlanti-, az Indiai- és a Csendes-óceánok trópusi és szubtrópusi vizeiben él. Nagyon vándorló természetű.

## Megjelenése
Ez a halfaj általában 100 centiméter hosszú, de akár 210 centiméteresre is megnőhet. Legfeljebb 40 kilogramm súlyú. 35-55 centiméteresen számít felnőttnek. 31 csigolyája van. A hátúszója, amely 58-66 sugárból tevődik össze, a szem fölött indul és a farokúszó közelében végződik. A bemélyedő farok alatti úszója a végbélnyílástól a farokúszóig tart. Mellúszói körülbelül fele akkorák, mint a fejhossza. A kifejlett hím homlokán egy kidudorodó csontos képződmény látható. Színezete igen feltűnő, mivel oldala aranyozott árnyalatú, háti része és oldalainak egy része fémezett zöldes-kékes, hasi része pedig sárgás vagy fehér. A fiatal példány oldalán függőleges sávok vannak.

## Életmódja
A Coryphaena hippurus főleg a sósvízben él, azonban néha a brakkvízbe is bemerészkedik. Akár 85 méter mélyre is leúszhat, azonban általában csak 5-10 méteres mélységben tartózkodik. A 21-30 Celsius-fokos hőmérsékletet kedveli. Rajokban úszva, a nyílt vizeket kedveli, de a partok közelébe is úszhat. Tápláléka mindenféle halfaj, amely kisebb nála, továbbá plankton, rákok és kalmárok.
Legfeljebb 4 évig él.

## Szaporodása
Az ivarérettséget 4-5 hónaposan éri el. A nyílt- és partközeli vizekben ívik, amikor a hőmérséklet megnövekszik. Az ikrák és az ivadékok a szabad vízben lebegnek.

## Felhasználása
A Coryphaena hippurust ipari mértékben halásszák, de tenyésztik is. A sporthorgászok is kedvelik. Mielőtt a halászhálókat leeresztenék, a halakat bambusztutajokkal odacsalogatják. Nagyra értékelt húsát fagyasztva vagy frissen árusítják.
Néha Ciguatera mérgezést okozhat.

## Képek

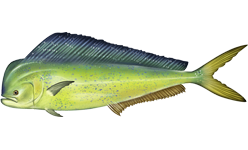
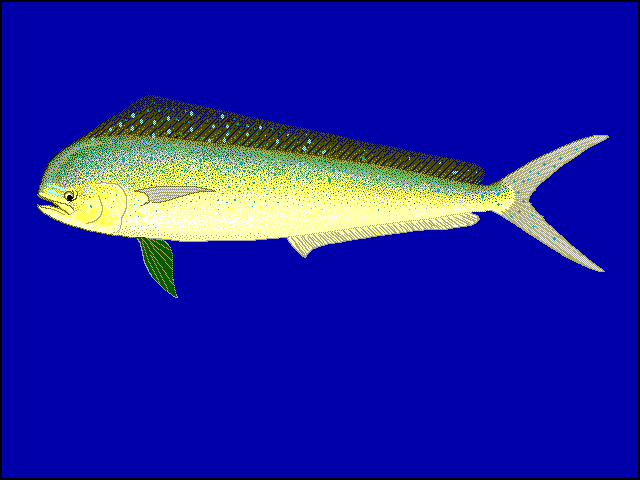
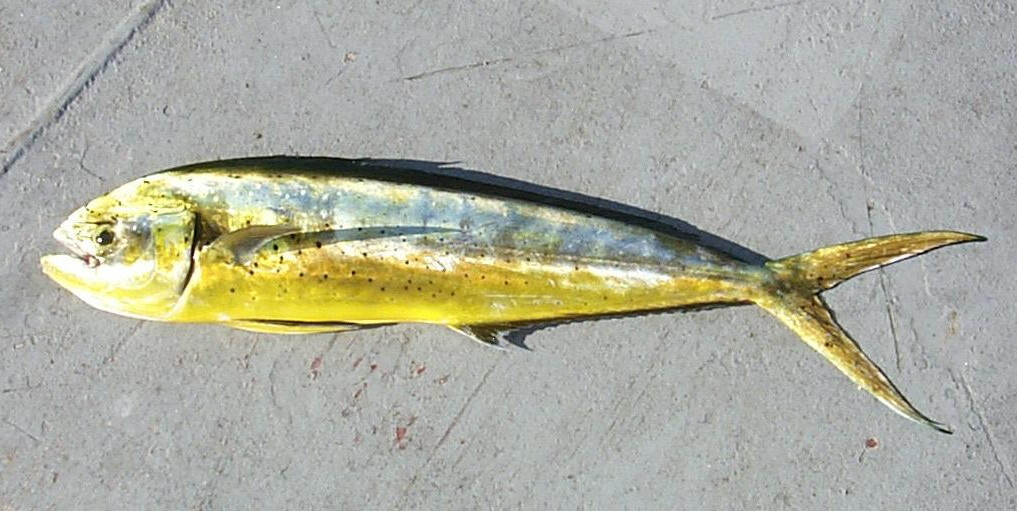
kifogott
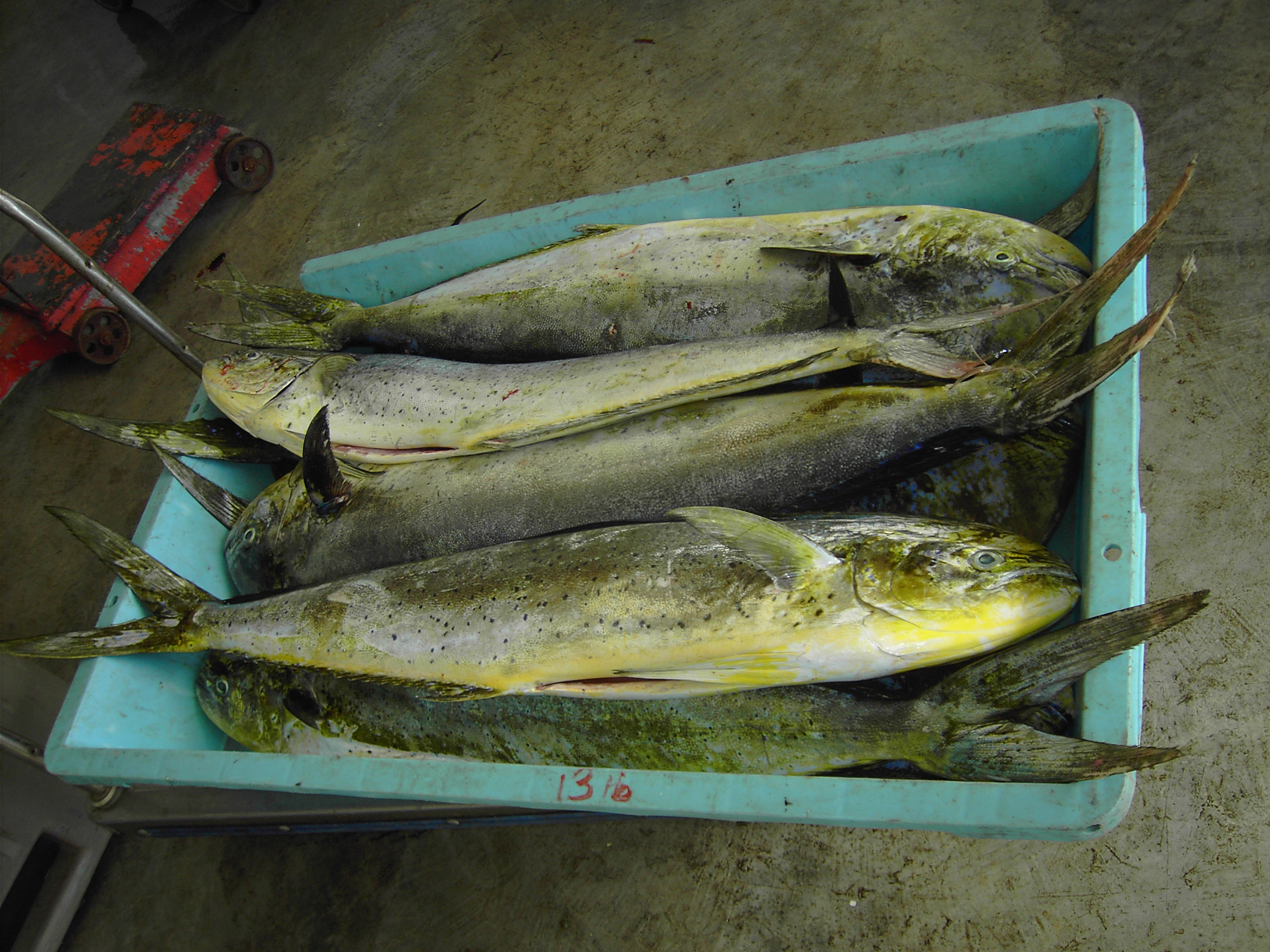
példányok
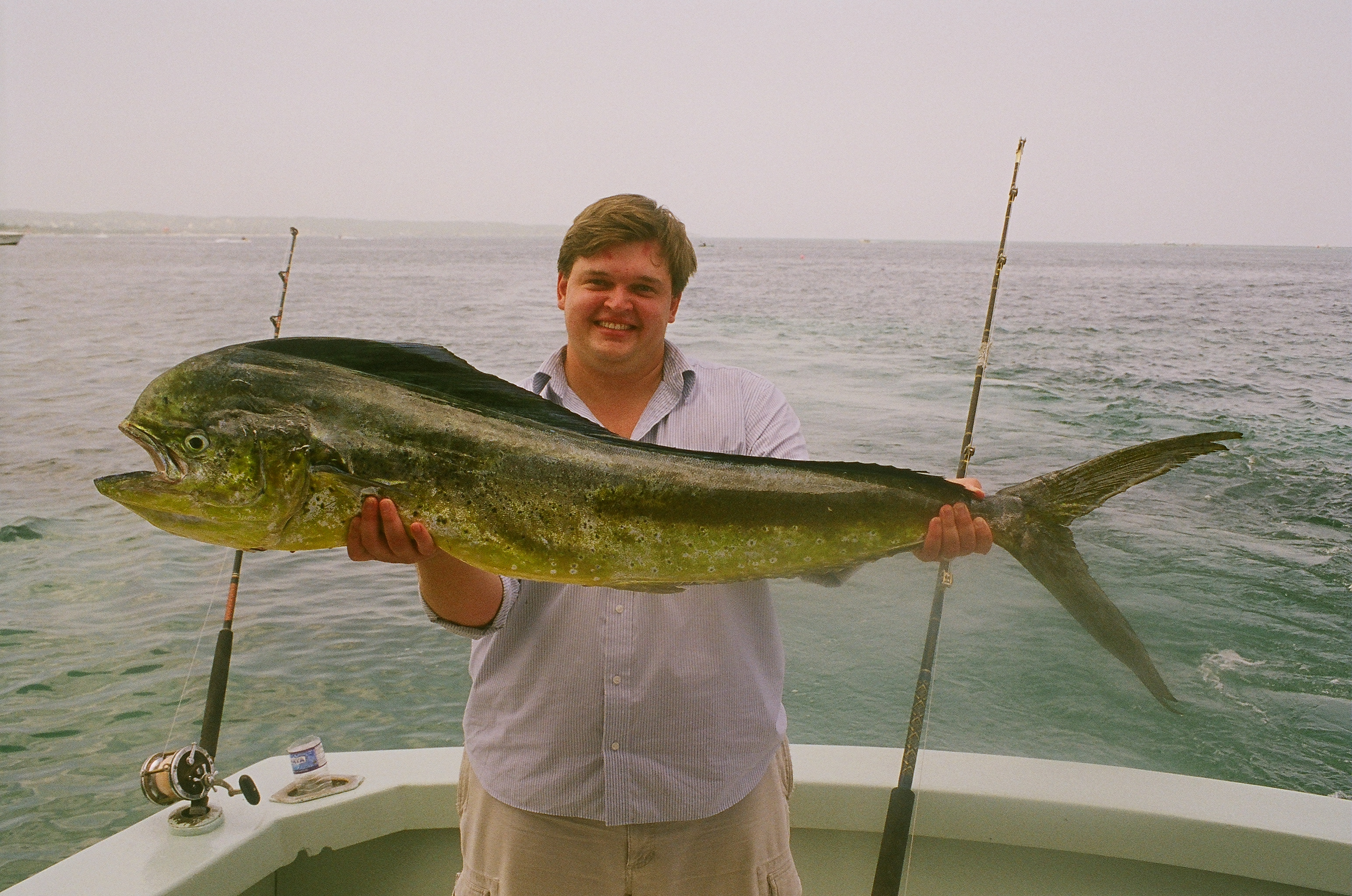
nőstény
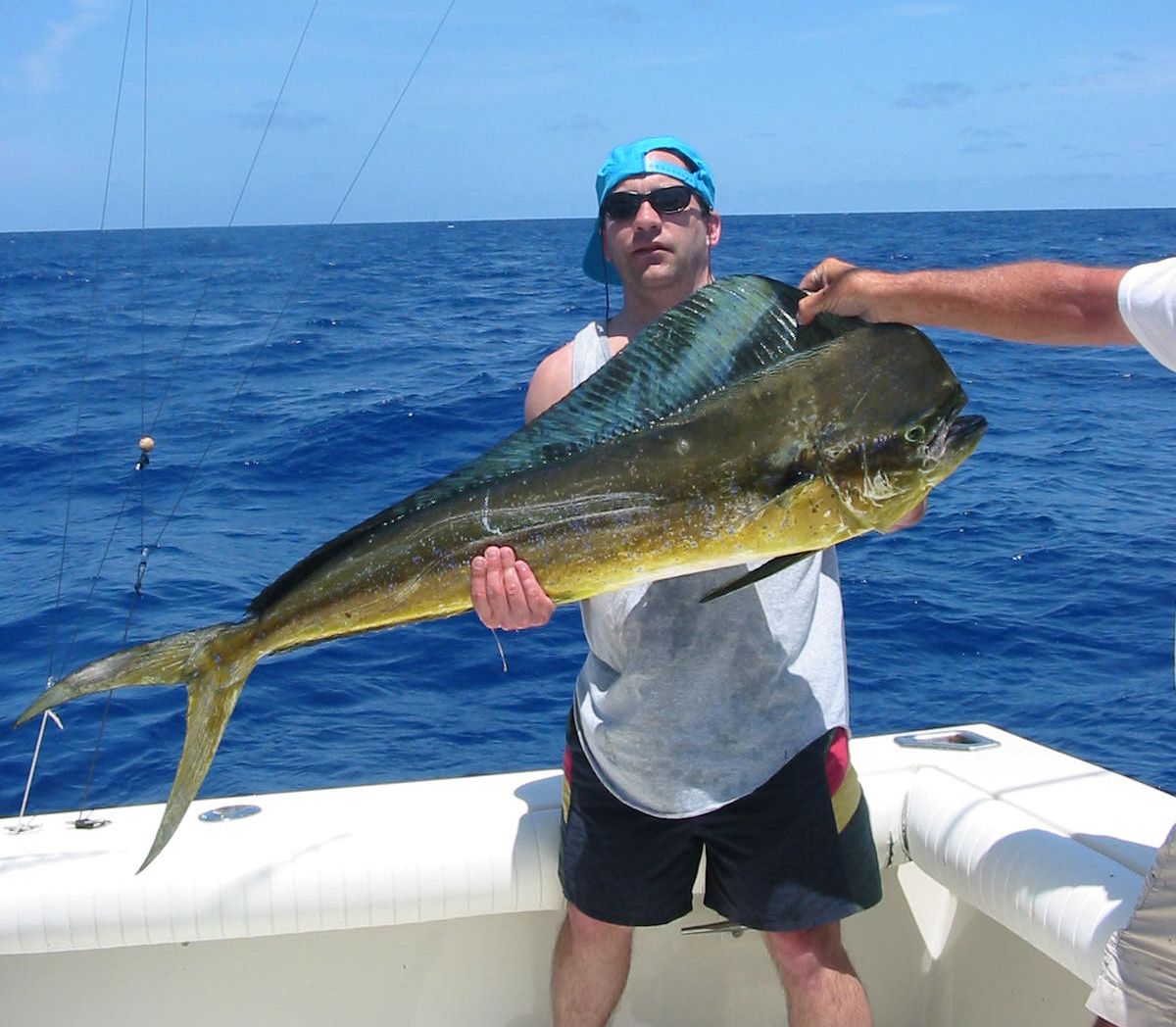
hím
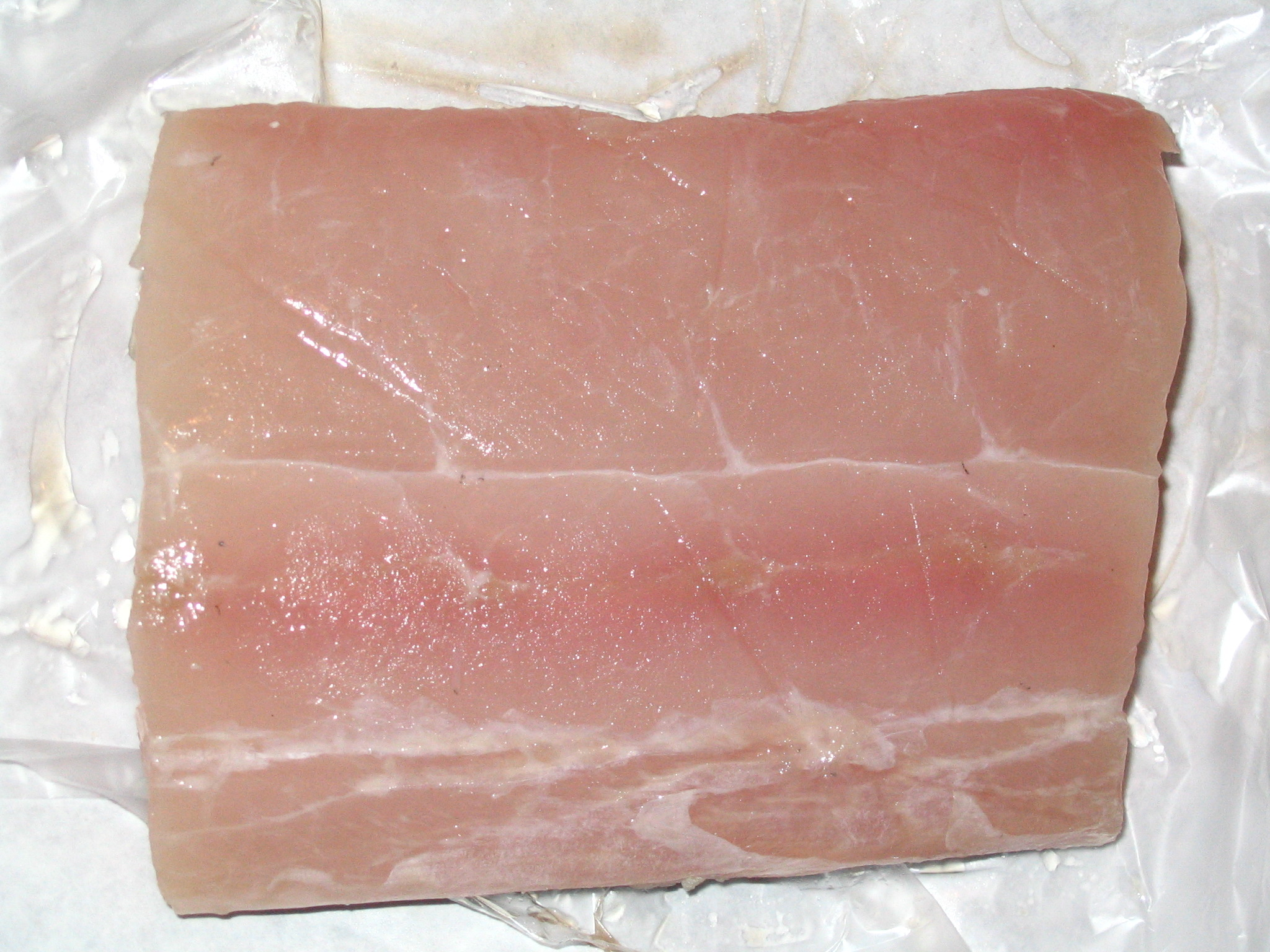
húsa
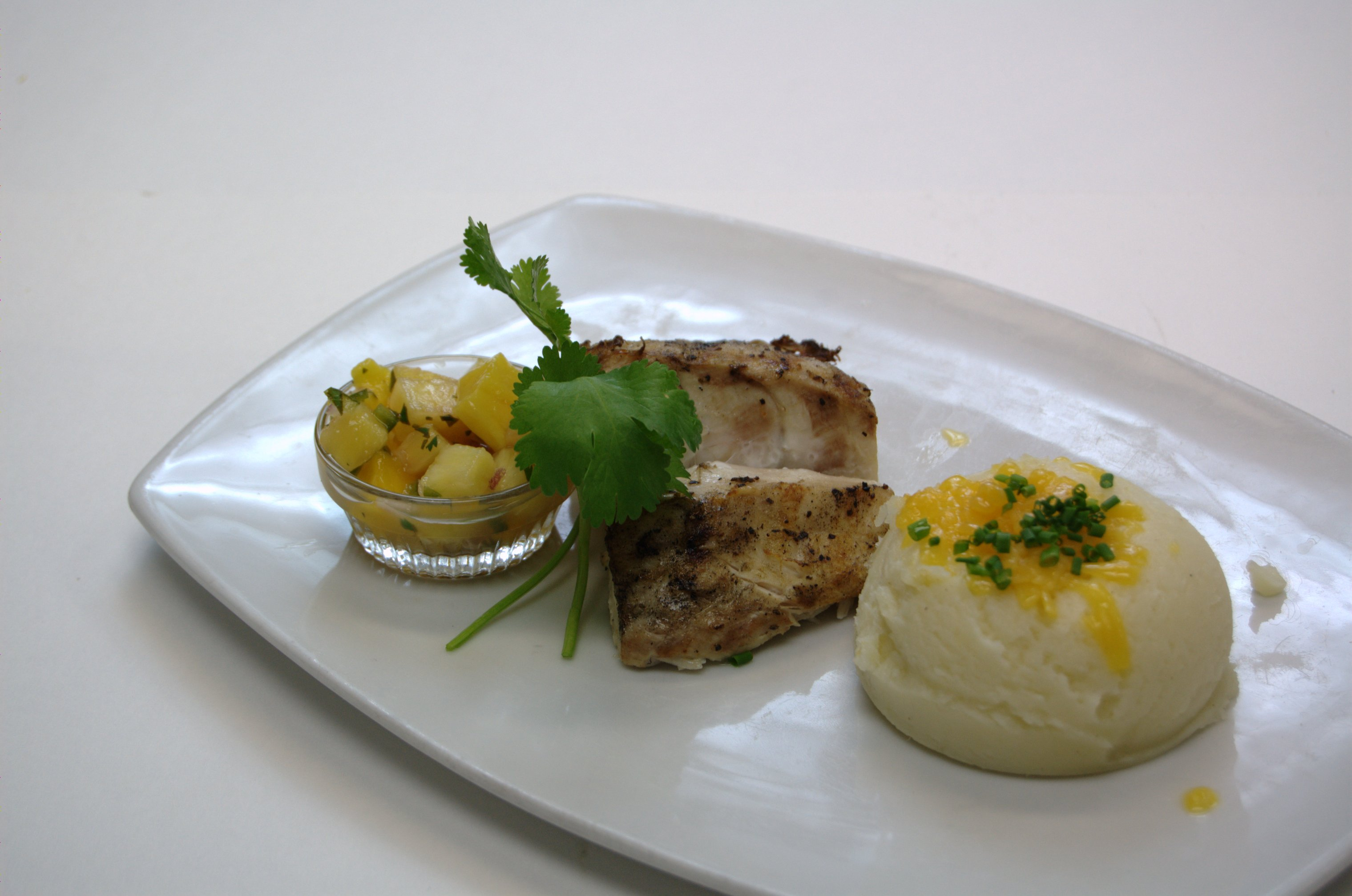
ételben